# 桂小春
桂 小春（かつら こはる）は、上方落語の名跡。現在は空き名跡となっている。
- 初代桂小春 - 本項で記述
- 二代目桂小春 - 後∶三代目桂春團治
- 三代目桂小春 - 後∶祝々亭舶伝
- 四代目桂小春 - 現∶四代目桂福團治
- 五代目桂小春 - 現∶三代目桂小春團治

桂 小春（かつら こはる、1894年3月21日 - 昭和中期頃没） 本名∶玉野 博康。大阪出身。
最初は演劇の世界に10代から入り山田九州男（山田五十鈴の父）の一座で中国大連に渡って俳優修行していたが、一座の解散に伴い仕方なく同地で何となく噺家になった。1914年に帰阪後は大連で知り合った笑福亭左鶴の門に入り笑福亭三代三を名乗って寿々女会に参加した。同派の解散後は初代桂春團治の門に入り小春を名乗り三友派に参加。事情あって1918年頃廃業し久保田清丈の一座の喜劇主任に転業した。

## 代外の桂小春
- 桂小春（1911年1月22日 - ？） - 後に漫才に転じ流行亭歌麿と名乗った。活動時期は初代小春の時代の前後であると推測される。小春は同じく初代春團治の門にいたときに名乗った。漫才に転じたため代外。本名:浦川正男。
- 桂小春 - 3代目春團治の長男。入門まもなく廃業のため代外。
- 桂小春 - 1976年に入門した人物で小春を名乗ったがすぐに廃業のためにこれも代外。